# Jimmy Hart
Jimmy Hart, all'anagrafe James Ray Hart (Jackson, 1º gennaio 1944), è un compositore, musicista e manager di wrestling statunitense.

## Biografia
Nel corso della sua lunga carriera ha lavorato per molte federazioni, tra cui la World Wrestling Federation/Entertainment, la United States Wrestling Association, la World Championship Wrestling e la Total Nonstop Action, ricoprendo anche qualche carica dirigenziale in alcune di esse. È stato manager di molte tra le più importanti personalità del wrestling, come Hulk Hogan, Bret Hart, Ric Flair e The Honky Tonk Man.
Prima di iniziare a lavorare come manager nel wrestling, Hart raggiunse un grande successo negli Stati Uniti come membro del gruppo musicale The Gentrys, attivo negli anni sessanta.
La notorietà di Hart nel mondo del wrestling è anche dovuta alle sue giacche sgargianti e piene di disegni ed al suo inseparabile megafono, donatogli da Vince McMahon al suo ritorno da un tour in Giappone; McMahon lo obbligò a portare il megafono con sé sia durante le interviste che a bordo ring ed Hart acconsentì senza fare storie.
Durante gli anni passati nel mondo del wrestling, Hart, discreto musicista, ha composto le musiche d'entrata per molti wrestler sia della WWF che della WCW. Alcune delle theme song da lui ideate sono quelle di lottatori come Honky Tonk Man, Jimmy Snuka, Brutus "The Barber" Beefcake, Rockers, Hart Foundation, Crush, Fabulous Rougeau Brothers, Dusty Rhodes, The Legion of Doom, Nasty Boys, Ted DiBiase, The Mountie, Hulk Hogan, nWo Wolfpac, e 3 Count. Una delle sue composizioni più famose è la canzone  Sexy Boy, la theme song d'entrata del wrestler Shawn Michaels.
Nel ventunesimo secolo lavora per la WWE, svolgendo il ruolo di promoter e presenzia, come altri wrestler, alle iniziative di beneficenza della WWE. Inoltre è sempre presente nel backstage della WWE ad ogni Wrestlemania; è entrato anche a far parte della TNA come manager dei Nasty Boys.

## Personaggio

### Wrestler e tag team assistiti
| - Abdullah the Butcher - Andy Kaufman - Adrian Adonis - Austin Idol - The Barbarian - Big Boss Man - Brutus Beefcake - Daniel Evans - Dewey Robertson - Dino Bravo - Dory Funk Jr. - Dungeon of Doom - "Hot Stuff" Eddie Gilbert - The First Family (Memphis) - The First Family (WCW) - The Giant - The Glamour Girls - The Hart Foundation | - Hugh Morrus - The Honky Tonk Man - Hulk Hogan - Jacques Rougeau - Jerry Flynn - Jerry Lawler - Kamala - Johnny Grunge - Jon Terminator Tamm - Kendo Nagasaki (Kazuo Sakurada) - Kevin Sullivan - Kid Kash - King Kong Bundy - Koko B. Ware - Konnan - Lanny Poffo - Larry Latham - Leilani Kai - Lex Luger | - Mabel - Masao Ito - Meng - Money Inc. - The Nasty Boys - The Natural Disasters - The Naturals - The New York Dolls - Ox Baker - Randy Savage - Raymond Rougeau - Rhythm and Blues - Ric Flair - Rick Rude - "Superstar" Billy Graham - Super-Steve McColl - Tommy Rich - Terry Funk |

## Titoli e riconoscimenti
- American Wrestling Association

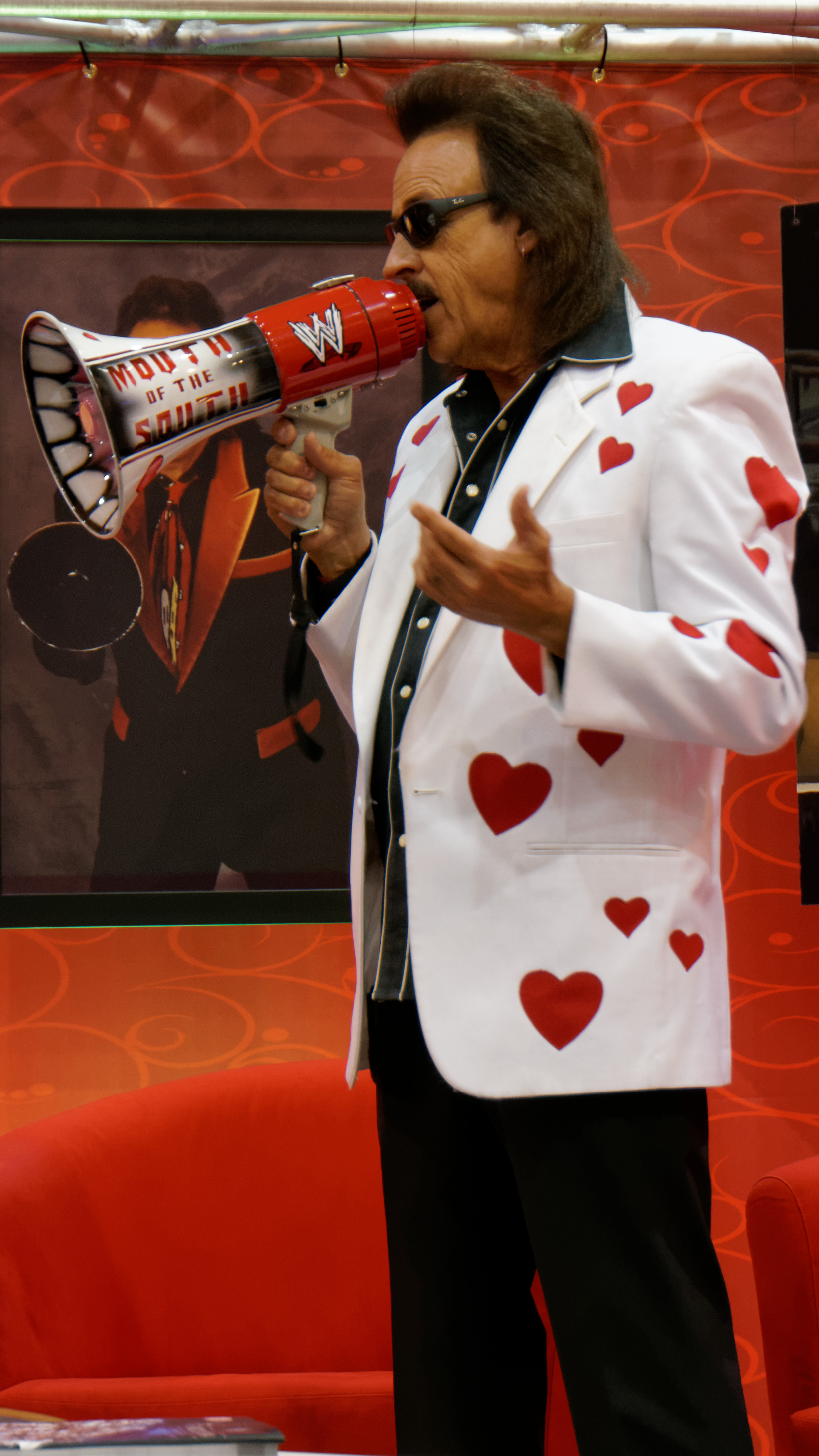
Jimmy Hart nel 2014

  - AWA Southern Heavyweight Championship (1)
- Pro Wrestling Illustrated
  - PWI Manager of the Year  (1987, 1994)
- World Class Championship Wrestling / World Class Wrestling Association
  - WCWA Hall of Fame (classe del 2006)
- World Wrestling Entertainment
  - WWE Hall of Fame (classe del 2005)
- Wrestling Observer Newsletter
  - Manager of the Year (1983)
  - Best Interviews (1984)
  - Wrestling Observer Newsletter Hall of Fame (classe del 2018)[2]